# Una (rod kukaca)
Una usta, monotipski rod malenog leptira iz porodice plavaca. Jedina vrsta je U. usta iz Indije (Mizoram, Arunachal Pradesh) i Butana (Mongar Dzongkhag).
Vrsta je u Indiji od 1972. zaštičena.

## Podvrste
- Una usta unipunctata Toxopeus, 1932